# Donkey Kong Country
Donkey Kong Country är ett plattformsspel som släpptes till Super Nintendo 1994 och utvecklades av Rare. Den japanska versionen av spelet heter Super Donkey Kong. Spelet handlar om Donkey Kong och Diddy Kong som ska försöka återfå Donkey Kongs bananer som stulits av King K. Rool. Det är tillgängligt för en eller två deltagare.
Spelet producerades av Tim Stamper och var det första Donkey Kong-spelet som inte blev producerat eller regisserat av Shigeru Miyamoto.

## Handling
Intrigen är som följer: Donkey Kong ska försöka återfå sina stulna bananer från skurken King K. Rool och hans kumpaner the Kremlings. Donkey förvarade sina bananer i en grotta under sitt hus. Till sin hjälp har han sin bäste vän och adept Diddy Kong. Under resans gång får de tips och råd från diverse figurer så som farfar Cranky Kong, Candy Kong och Funky Kong. I Donkey Kong Country var det första gången spelaren fick stifta bekantskap med Donkey Kongs hemkvarter, Donkey Kong Island.

## Utvecklingshistoria

### Grafik
Spelet var det första Super Nintendo spelet som använde sig av förrenderad grafik som bitmappar vilket marknadsfördes hårt. Rare tog stor finansiell risk genom att investera i dyr SGI-utrustning för att ta fram grafiken vilket lönade sig då Nintendo köpte 49% av bolaget i samband med att de ville se tekniken användas i ett nytt Donkey Kong-spel. 32-bitars konsoler började dyka upp och eftersom deras nya Nintendo 64 fortfarande inte var redo att släppas behövde dom visa att Super Nintendo grafiskt fortfarande hade mycket kvar att ge.
Spelet är 4 MByte stort (eller 32 MBit som ofta är enheten på storleken hos TV-spel).

### Musik
Musiken i spelet komponerades av Robin Beanland, Eveline Fischer samt David Wise. De här låtarna gavs sedermera ut på cd-skiva med namnet DK Jamz. Robin Beanland komponerade "Funky's Fugue", Eveline Fischer komponerade "Simian Segue", "Candy's Love Song", "Voices of the Temple", "Forest Frenzy", "Treetop Rock", "Northern Hemispheres" och "Ice Cave Chant", David Wise komponerade resten.
All musik i spelet har blivit återarrangerad i ett projekt hos OC ReMix som heter Kong in Concert.

## Rollfigurer
Flera nya medlemmar i Kong-familjen introducerades i Donkey Kong Country, bland annat Candy Kong, Funky Kong och Cranky Kong. Spelets fiender kallas kremlings. Och i de två uppföljarna kommer man att få träffa många flera, till exempel Dixie och Kiddy.

## Världar
Donkey Kong Country är ganska långt för att vara ett plattformsspel. Det är speciellt berikat med stora banor fyllda med massor av hemligheter. Det hela är uppdelat i sex områden med beteckningen Världar. Varje värld innehåller i allmänhet en samling av banor med ett särskilt tema. Det finns även ett sjunde område, en slutbana under benämningen Gangplank Galleon där man möter King K. Rool. För varje bana man klarar samt för varje bonusrum, gömda i banorna, får man 1 %. Spelet är totalt 100 %. Här är i turordning de sex världarna:

### 1 Kongo Jungle
| Bana                         | Boss        |
| ---------------------------- | ----------- |
| Bana 1: Jungle Hijinx        |             |
| Bana 2: Ropey Rampage        |             |
| Bana 3: Reptile Rumble       |             |
| Bana 4: Coral Capers         |             |
| Bana 5: Barrel Cannon Canyon |             |
| Bossnivå: Very Gnawty's Lair | Very Gnawty |

### 2 Monkey Mines
| Bana                      | Boss         |
| ------------------------- | ------------ |
| Bana 1: Winky's Walkway   |              |
| Bana 2: Mine Cart Carnage |              |
| Bana 3: Bouncy Bonanza    |              |
| Bana 4: Stop & Go Station |              |
| Bana 5: Millstone Mayhem  |              |
| Bossnivå: Necky's Nuts    | Master Necky |

### 3 Vine Valley
| Bana                      | Boss    |
| ------------------------- | ------- |
| Bana 1: Vulture Culture   |         |
| Bana 2: Tree Top Town     |         |
| Bana 3: Forest Frenzy     |         |
| Bana 4: Temple Tempest    |         |
| Bana 5: Orang-utan Gang   |         |
| Bana 6: Clam City         |         |
| Bossnivå: Bumble B Rumble | Queen B |

### 4 Gorilla Glacier
| Bana                            | Boss          |
| ------------------------------- | ------------- |
| Bana 1: Snow Barrel Blast       |               |
| Bana 2: Slipslide Ride          |               |
| Bana 3: Ice Age Alley           |               |
| Bana 4: Croctopus Chase         |               |
| Bana 5: Torchlight Trouble      |               |
| Bana 6: Rope Bridge Rumble      |               |
| Bossnivå: Really Gnawty Rampage | Really Gnawty |

### 5 Kremkroc Industries Inc.
| Bana                      | Boss      |
| ------------------------- | --------- |
| Bana 1: Oil Drum Alley    |           |
| Bana 2: Trick Track Trek  |           |
| Bana 3: Elevator Antics   |           |
| Bana 4: Poison Pond       |           |
| Bana 5: Mine Cart Madness |           |
| Bana 6: Blackout Basement |           |
| Bossnivå: Boss Dumb Drum  | Dumb Drum |

### 6 Chimp Caverns
| Bana                      | Boss             |
| ------------------------- | ---------------- |
| Bana 1: Tanked Up Trouble |                  |
| Bana 2: Manic Mincers     |                  |
| Bana 3: Misty Mines       |                  |
| Bana 4: Loopy Lights      |                  |
| Bana 5: Platform Perils   |                  |
| Bossnivå: Necky's Revenge | Master Necky Sr. |

## Spelupplevelse
Spelet var en verklig upplevelse för sin fantastiska grafik och rika färger. Donkey Kong Country skiljde sig dock från de andra i och med att det innefattade de två rollfigurerna Donkey Kong och Diddy Kong. Båda kunde bli attackerade av fienden och när båda dog, förlorade spelaren ett extraliv. Donkey och Diddy hade olika styrkor och förmågor. Genom att slå med sina händer i marken kunde Donkey avslöja hemligheter. Han kunde också besegra fiender. Diddy var mer atletisk och kvick. Det gick att kontrollera båda figurerna, men endast en åt gången. Om spelaren valde att växla mellan de två, gick det till så att Donkey och Diddy gav varandra en klapp på handen. Denna finess (att kunna byta mellan två olika rollfigurer) skulle senare återanvändas i andra Donkey Kongspel. Enligt spelets egen manual är fiender i grottor starkare än övriga fiender. Därför kommer Donkey till sin fulla rätt i grottor. Diddy är rekommenderad när det gäller "akrobatiska" banor.
Banorna i Donkey Kong Country kunde skilja sig åt rätt mycket på grund av spelets grafiska förmågor. En bana kunde utspela sig i en farlig fabrik och en annan kunde vara belägen högt uppe på ett snötäckt berg. Donkeys och Diddys mål bestod i att ta sig till slutet av banan. Under resans gång hade de möjligheten att samla på sig bananer (100 stycken skulle ge ett extraliv), om man tar samtliga fyra bokstäver K-O-N-G som finns mer eller mindre lättåtkomliga på banorna. Det finns även ballonger som ger ett, två respektive tre extraliv beroende på dess färg. Fiender kunde besegras bara genom att hoppa på dem. Donkey har också förmågorna göra kullerbyttor eller slå i marken för att slå ut mindre fiender. Diddy kan förutom att hoppa på fiender hjula mot dem. De största fienderna kan endast Donkey hoppa på. De flesta kremlingarna försvinner när man kastar tunnor på dem. Det fanns fem olika tunnor:
- Vanliga trätunnor
- Partner eller DK-tunnor (som innehöll en förlorad partner)
- Ståltunnor (dessa kunde studsa på väggar och spelaren kunde åka på dem)
- TNT-tunnor (vilka tillintetgjorde fiender och väggar med en explosion)
- Stjärn-tunnor (finns en ungefär i mitten av varje bana, om man skulle "dö" innan målet på banan, börjar man vid en stjärntunna).

Det finns även tunnor som Donkey och Diddy kan hoppa i för att sedan skjutas ut, kanontunnor. De med en stjärna på skjuter automatiskt precis efter att man hoppat i. Visa av kanontunnorna roterar också.

## Uppföljare
År 1995 kom Donkey Kong Country 2: Diddy's Kong Quest och 1996 släpptes trean, Donkey Kong Country 3: Dixie Kong's Double Trouble! Game Boys motsvarigheter var Donkey Kong Landserien. Donkey Kong gavs även ut på Nintendo 64 år 1999 i form av Donkey Kong 64. GameCube fick i mars 2005 ta del av Donkey Kongserien då Donkey Kong Jungle Beat släpptes. I september 2005 kom Donkey Kong: King of Swing till Game Boy Advance.
I slutet av 2010 släpptes Donkey Kong Country Returns till Wii och i början av 2014 släpptes Donkey Kong Country: Tropical Freeze till Wii U, båda utvecklade av Retro Studios.